# Grado (Itália)
Grado (Gravo no dialeto veneziano local, Grau em friulano) é uma comuna italiana da região do Friuli-Venezia Giulia, província de Gorizia, com cerca de 8.691 habitantes. Estende-se por uma área de 114 km², tendo uma densidade populacional de 76 hab/km². Faz fronteira com Aquileia (UD), Fiumicello (UD), Marano Lagunare (UD), San Canzian d'Isonzo, San Giorgio di Nogaro (UD), Staranzano, Terzo d'Aquileia (UD), Torviscosa (UD).

## Demografia
| Variação demográfica do município entre 1861 e 2011                               |
|                                                                                   |
| Fonte: Istituto Nazionale di Statistica (ISTAT) - Elaboração gráfica da Wikipedia |